# USS Threadfin (SS-410)
Za druga plovila z istim imenom glejte USS Threadfin.
USS Threadfin (SS-410) je bila jurišna podmornica razreda balao v sestavi Vojne mornarice Združenih držav Amerike.
Med drugo svetovno vojno je podmornica opravila 3 bojne patrulje.
18. avgusta 1972 so podmornico predali Turčiji, kjer so jo preimenovali v TCG 1. İnonu (S 346).